# Néstor Quintero
Néstor Quintero Barsallo (Tacna, 21 de julio de 1938-Lima, 15 de agosto de 2020) fue un comediante, imitador y personalidad de televisión peruano, que saltó a la fama por haber participado en los programas televisivos Trampolín a la fama y Risas y salsa.

## Biografía

### Primeros años
Néstor Quintero Barsallo nació el 21 de julio de 1938 bajo el seno de una familia de clase media baja. Realizó sus estudios primarios en el Colegio Bolognesi en Tacna, lugar donde nació y realizó sus primeros años. En su adolescencia, se muda a la capital Lima para estudiar la secundaria en el Colegio Zarumilla de Magdalena del Mar, en el cual ha participado en diferentes concursos de patines interescolares, obteniendo el máximo galardón.
Seguidamente, Quintero comienza a dedicarse a la venta de ropas de vestir en el Mercado Central de Lima para luego optar por la comedia, oficio en la que años más tarde lo llevaría a la fama. En sus inicios, imitaba a personajes de la televisión y del medio local.

### Trayectoria

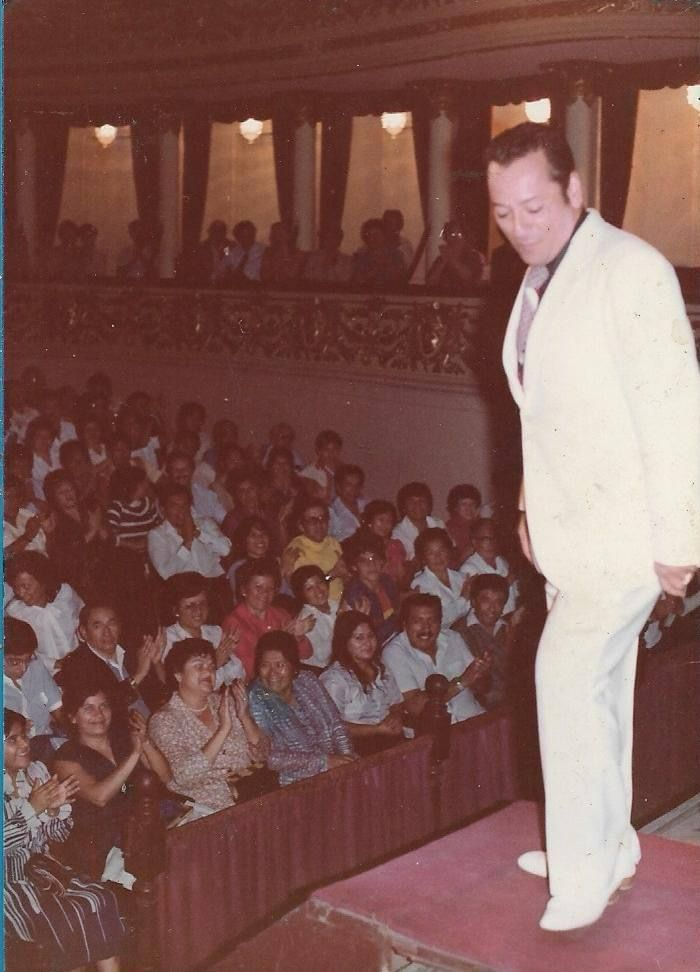
Quintero en una presentación en el Teatro Segura, años ochenta

Pero fue a la edad de los diecisiete años, cuando se le dio la oportunidad de participar en las presentaciones de Las Dolly Sisters, en las que demostraría su talento cómico en 1956. En esa época, Quintero sería nombrado como el showman, título que se le dan a los presentadores de espectáculos artísticos.

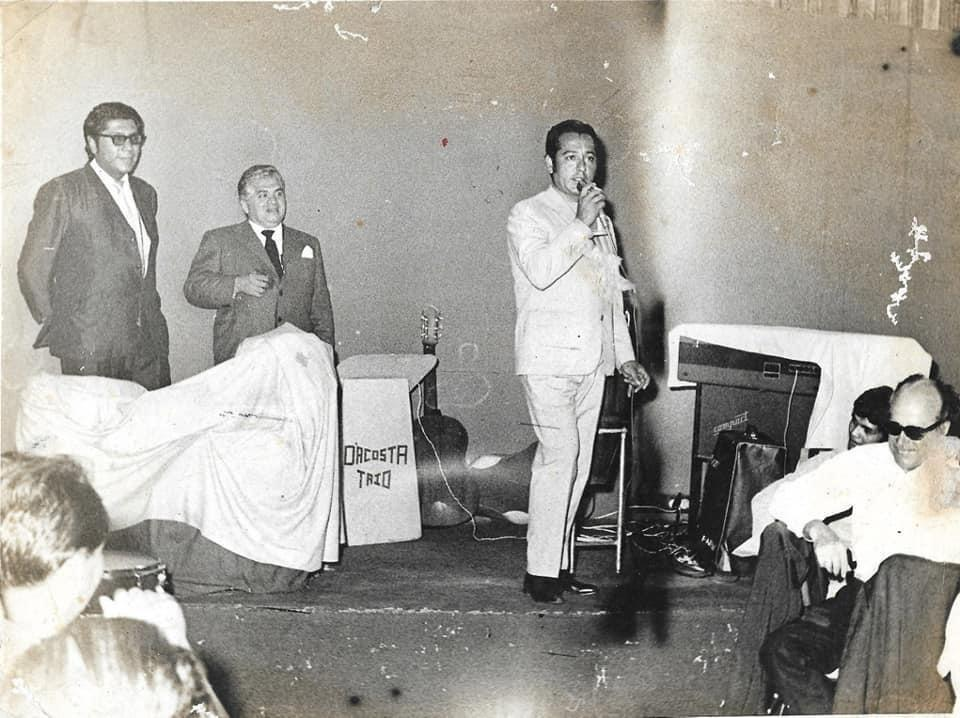
Quintero en sus inicios, años sesenta

Su momento llegó en la década de 1970, cuando fue invitado al programa concurso Trampolín a la fama, de la mano del fallecido animador de la época Augusto Ferrando participando en una secuencia del espacio, resultando como ganador, además de sacar su propio LP de chistes Néstor Quintero en el cuarto. Trampolín a la fama le ha permitido formar parte del elenco de la otra producción local Risas y salsa, como actor cómico en los ochenta por varias temporadas. En su estadía, Quintero fue partícipe de la secuencia Andrea Azul, en la cual compartió escena con las actrices Mabel Duclós y Nancy Cavagnari. A lo largo de su carrera artística, participó en el programa Juntos al mediodía, para RBC Televisión, y editó la revista de cuentos Cuentazo. 
En el año 1983, se lanzó su siguiente producción de estudio, Te alquilo mi pieza, para la disquera Iempsa, comprendiendo sus monólogos y chistes.[cita requerida] Al año siguiente, Quintero colaboró con el Gordo Casaretto, Álex Valle y Miguel Barraza para el espacio cómico Humor redondo. Tras alejarse de la televisión peruana, Quintero comenzó a realizar giras internacionales con lo mejor de su repertorio, además de lanzar el recopilatorio El Showman de América.[cita requerida] Estrenó su programa web por la plataforma YouTube bajo su nombre real a partir de 2019.
Fue condecorado con el Diploma de Honor del Congreso de la República del Perú por el excongresista Walter Menchola durante la celebración de sus bodas de oro de carrera artística.

### Últimos años y fallecimiento
En el año 2015, tuvo una complicación pulmonar y cardiaca, por la cual tuvo que ser internado. Debido a ello, los médicos le han indicado que tenían que practicarle un coma inducido.
Años más tarde, su salud se empeoró el 9 de agosto de 2020, cuando fue trasladado a la unidad de cuidados intensivos en el Hospital Edgardo Rebagliati Martins, en el distrito de Jesús María. Tres días más tarde, falleció el 15 de agosto de ese año tras sufrir un derrame cerebral teniendo la edad de ochenta y dos años. Artistas locales y familiares mostraron sus condolencias por la muerte del artista, siendo entre ellos el también humorista Carlos Álvarez.

## Televisión
- Risas y salsa (1980-1983, 1987-1999)
- Trampolín a la fama (1979, 1989)
- Humor redondo (1984)
- Juntos al mediodía (1986-1988)